# (6300) Hosamu
(6300) Hosamu (1988 YB) – planetoida z pasa głównego asteroid okrążająca Słońce w ciągu 5,83 lat w średniej odległości 3,24 j.a. Odkryta 30 grudnia 1988 roku.